# Грабовецький (струмок)
Грабовецький, Грабовець — струмок в Україні у Стрийському районі Львівської області. Права притока річки Головчанки (басейн Дністра).

## Опис
Довжина струмка приблизно 3,66 км, найкоротша відстань між витоком і гирлом — 3,23  км, коефіцієнт звивистості річки — 1,12 . Формується багатьма струмками.

## Розташування
Бере початок на північно-східних схилах гори Менчил (1072,4 м). Тече переважно на півничний схід через село Грабовець і впадає у річку Головчанку, ліву притоку річки Опору.